# Альбудейте
Альбудейте (ісп. Albudeite) — муніципалітет в Іспанії, у складі автономної спільноти Мурсія. Населення — 1350 осіб (2010).
Муніципалітет розташований на відстані близько 330 км на південний схід від Мадрида, 22 км на захід від Мурсії.

## Демографія
Динаміка населення (INE ):

## Галерея зображень

Розташування муніципалітету Альбудейте у провінції Мурсія